# M. T. Vasudevan Nair

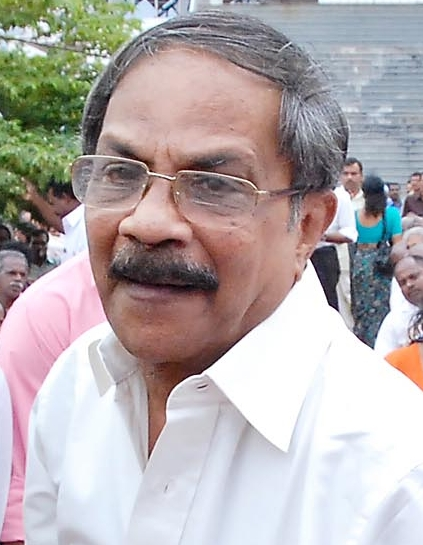
M. T. Vasudevan Nair (2011)

M. T. Vasudevan Nair (Madathil Thekkepaattu Vasudevan Nair; Malayalam: എം. ടി. വാസുദേവൻ നായർ; * 9. August 1933 in Palghat, Kerala, Indien; † 25. Dezember 2024) war ein indischer Schriftsteller, der auf Malayalam schrieb. Er war einer der bedeutendsten Autoren im Sprachraum des Malayalam sowie der modernen indischen Literatur überhaupt. Er schrieb Erzählungen und Kurzgeschichten und dokumentierte die Situation der Bevölkerung Keralas nach der Unabhängigkeit Indiens. Er war auch ein berühmter Filmregisseur und Drehbuchautor.

## Leben und Werk
Er wurde in Kudallur, einem kleinen Dorf in der Nähe von Palghat, Indien, geboren. Sein Debüt-Roman Naalukettu, geschrieben im Alter von 23 Jahren, wurde 1958 mit dem Kerala Sahitya Akademi Award ausgezeichnet. Seine anderen Romane sind Manju (Nebel), Kaalam (Zeit), Asuravithu (Der verlorene Sohn) und Randamoozham (Die zweite Wende).
Er drehte sieben Filme und verfasste die Drehbücher für rund 54 Filme. Er gewann den Indischen Nationalen Filmpreis für das beste Drehbuch viermal für: Oru Vadakkan Veeragatha (1989), Kadavu (1991), Sadayam (1992) und Parinayam (1994).

## Werke (Auswahl)
Romane
- Naalukettu (1958)
- Arabi Ponnu (1960; mit N. P. Mohammed)
- Asuravithu (1962)
- Manju (1964)
- Kaalam (1969)
- Randamoozham (1984)
- Varanasi (2002)

Kurzgeschichte
- Raktham Puranda Mantharikal (1952)
- Veyilum Nilavum (1954)
- Ninte Ormaykku (1956)
- Olavum Theeravum (1957)
- Iruttinte Athmavu (1957)
- Kuttyedathy (1959)
- Bandhanam (1963)
- Varikkuzhi (1967)
- Dar-S-Salam (1972)
- Swargam Thurakkunna Samayam (1980)
- Vanaprastham (1992)
- Sherlek (1997)

Memoiren
- Kannanthalippookkalude Kaalam
- Ammaykku (2005)

Filme
- Kerala Varma Pazhassi Raja (2009)
- Oru Cheru Punchiri (2000)
- Sukrutham (1994)
- Parinayam (1994)
- Kadavu (1991)
- Perumthachan (1990)
- Thazhvaram (1990)
- Utharam (1989)
- Oru Vadakkan Veeragatha (1989)
- Aranyakam (1988)
- Vaishali (1988)
- Nakhakshathangal (1986)
- Panchagni (1986)
- Anubandham (1985)
- Aalkkoottathil Thaniye (1984)
- Adiyozhukkukal (1984)
- Vilkkanundu Swapnangal (1980)
- Oppol (1980)
- Neelathamara (1979)
- Bandhanam (1978)
- Kanyakumari (1974)
- Nirmalayam (1973)
- Kuttiyedathi (1971)
- Olavum Theeravum (1969)
- Nagarame Nandi (1967)
- Iruttinte Athmavu (1966)
- Murappennu (1965)